# Genesis GV60
Genesis GV60 — електричний  кросовер класу люкс з акумулятором, вироблений компанією Genesis Motors, маркою автомобілів класу люкс від концерну Hyundai. Розташований під GV70, це перший продукт Genesis, розроблений на глобальній модульній платформі Hyundai Electric (E-GMP).

## Опис

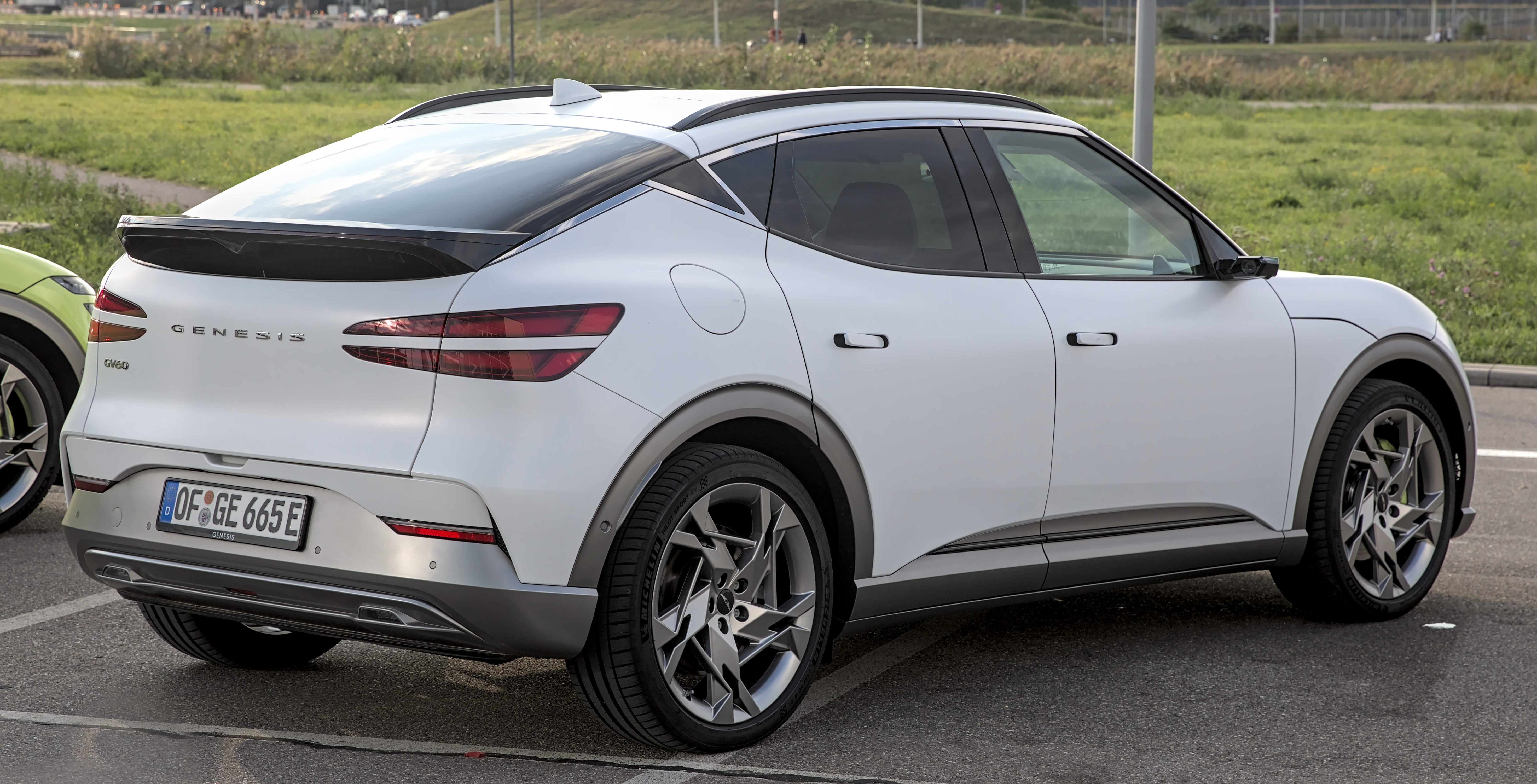

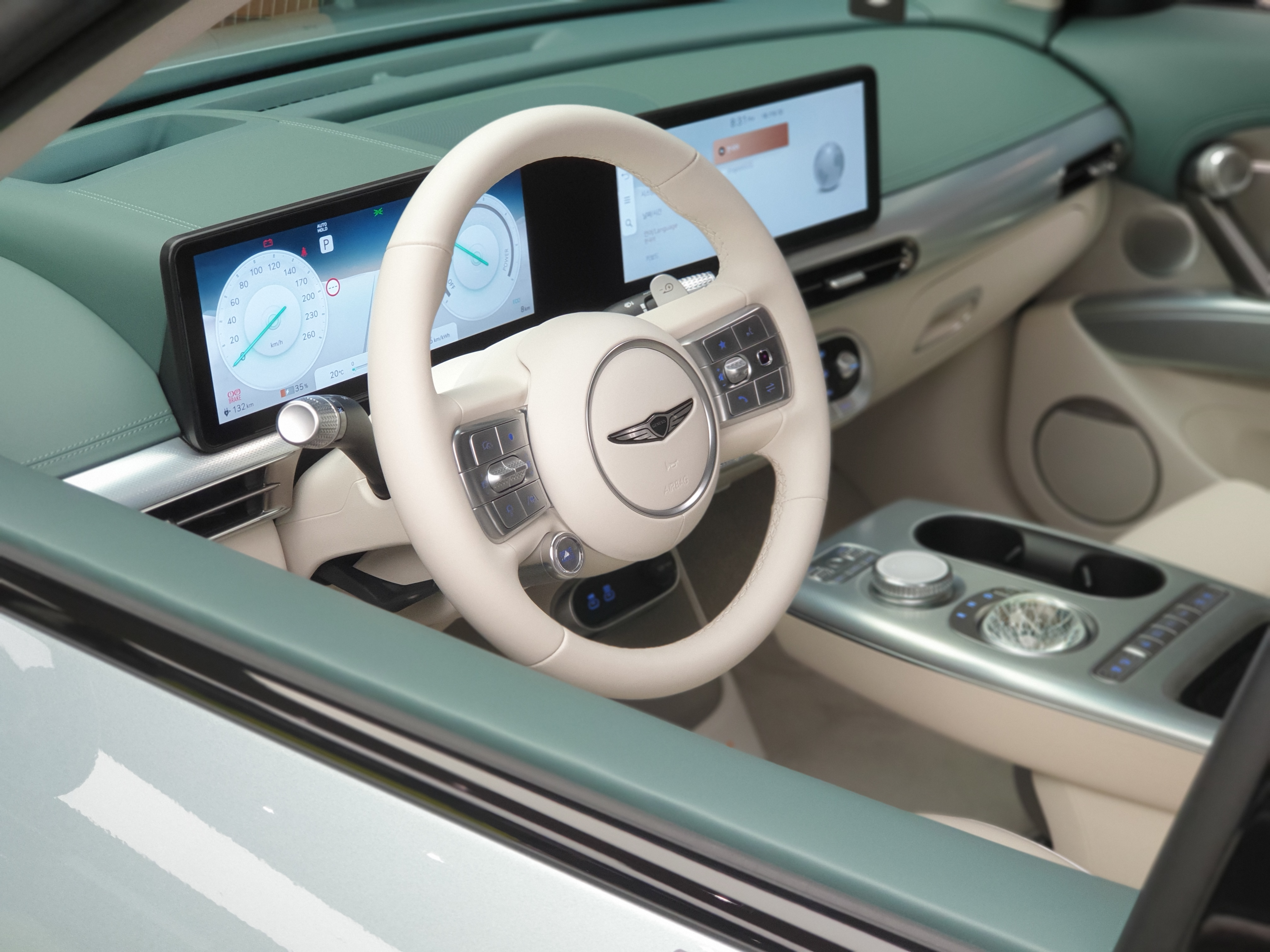

19 серпня 2021 року Genesis представила GV60; він був представлений у всьому світі 30 вересня 2021 року. Автомобіль під кодовою назвою JW під час розробки стоїть на спеціальній платформі електромобілів, яку спільно використовують Hyundai Ioniq 5 і Kia EV6. Деталі силового агрегату включають застосування з одним двигуном для нижчих комплектацій, а також повнопривідну модель з подвійним двигуном.
GV60 є першим, на якому застосована нова емблема Genesis із складним гільошованим візерунком і капюшоном у вигляді раковини, який видаляє шви між корпусами. Крім того, GV60 оснащений функцією Face Connect, яка розпізнає обличчя водія для керування замком дверей, сидінням, кермом, бічними дзеркалами та інформаційно-розважальною системою. Цифровий ключ на смартфоні можна використовувати для відкриття дверей автомобіля та запуску двигуна. Це можна використовувати через оновлення бездротового програмного забезпечення.
Зовнішні кольори складаються з 11 кольорів, включаючи чорний Vique, білий Uyuni, білий Matterhorn, сріблястий Seville тощо. Кольори інтер’єру представлені загалом 5 кольорами, включаючи чорний Obsidian, Torrent Navy, Ash Grey/Glassier White тощо.
8 вересня 2022 року GV60 отримав найвищу оцінку в п’ять зірок на Euro NCAP. Він отримав найвищу оцінку в комплексній оцінці за чотирма пунктами: захист дорослих пасажирів, захист дітей, захист пішоходів і допоміжна система безпеки.

## Рестайлінг
Оновлену версію GV60 було офіційно анонсовано 6 січня 2025 року, а згодом запущено в Південній Кореї 6 березня 2025 року. 

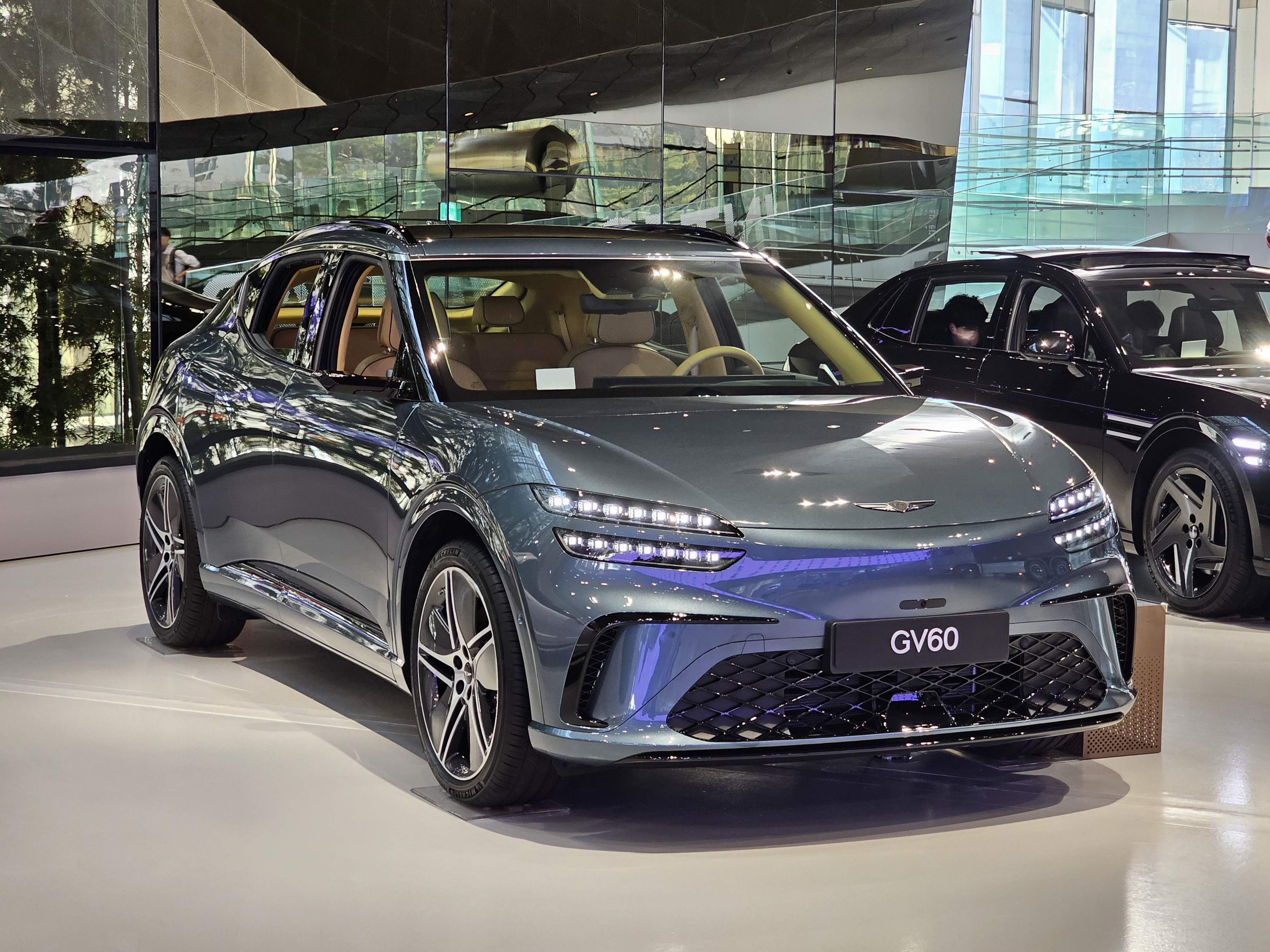
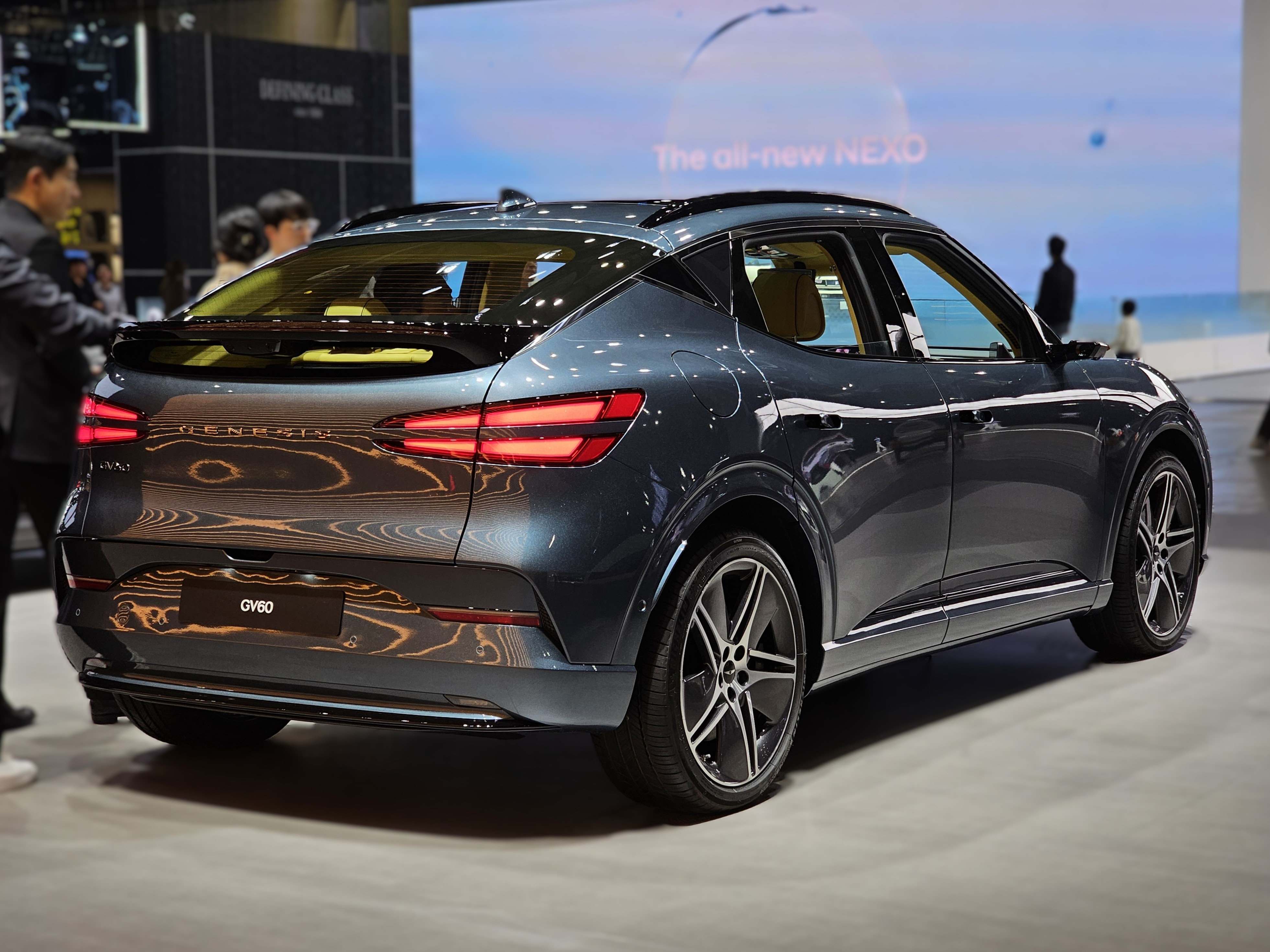
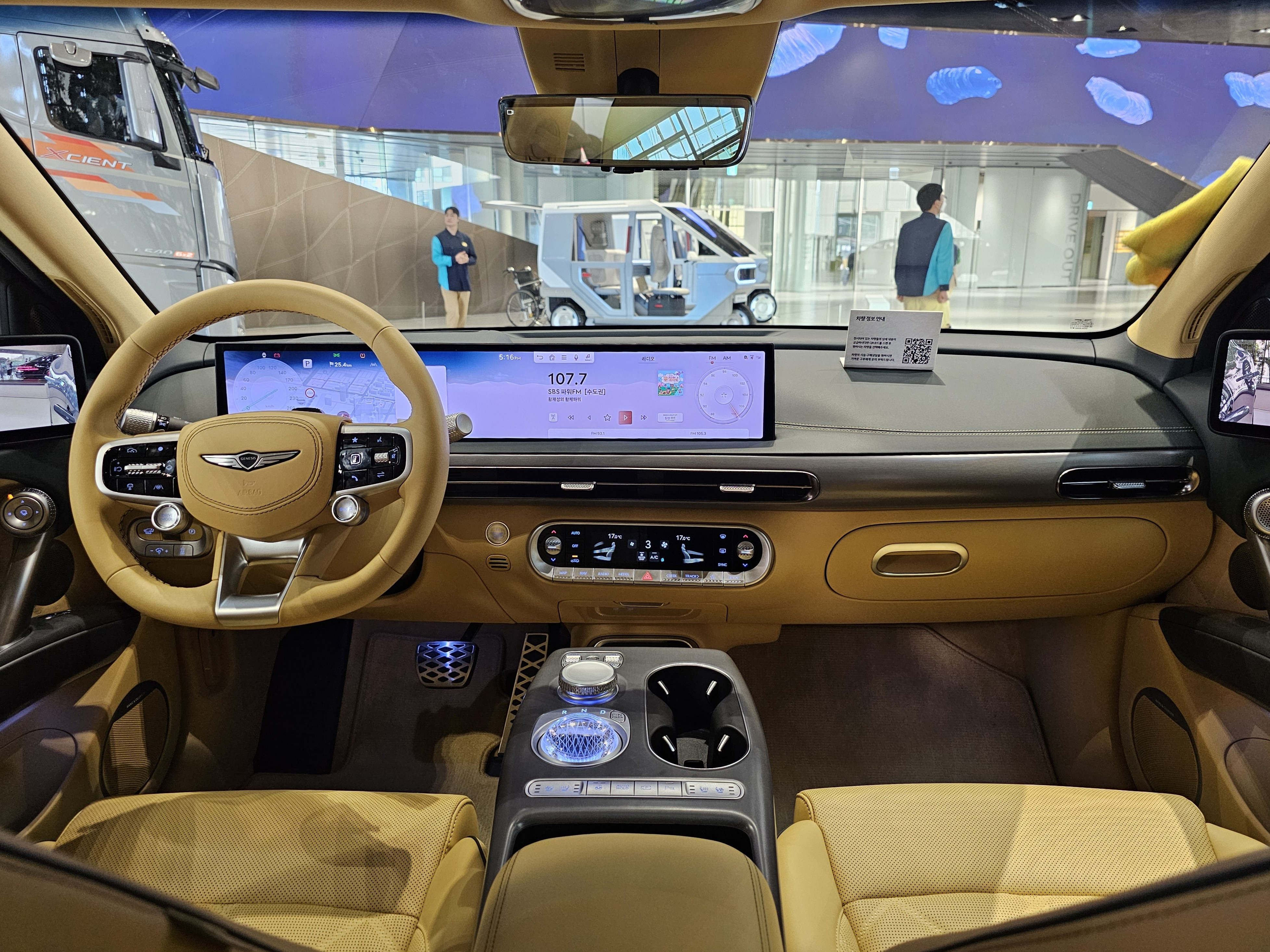

## Силовий агрегат
Автомобіль доступний з акумулятором ємністю 77,4 кВт·год, який можна зарядити від 10 до 80% за 18 хвилин з можливістю зарядки 800 В за допомогою зарядного пристрою на 350 кВт.
Базова модель Genesis GV60 2025 року має 225 к.с., один двигун та задній привід. 

## Продажі
| рік  | Пд. Корея | США | глобально |
| ---- | --------- | --- | --------- |
| 2021 | 1,190     |     | 1,214     |